# Megalorhipida paraiso
Megalorhipida paraiso là một loài bướm đêm thuộc chi Megalorhipida, có ở Brasil. Loài bướm này bay vào tháng 8 và tháng 10, và the đối với con cái có sải cánh khoảng 10-11 milimét. The specific name "paraiso" refers tới Alto Paraiso, the locality from which the holotype specimen was collected.